# Isabeau

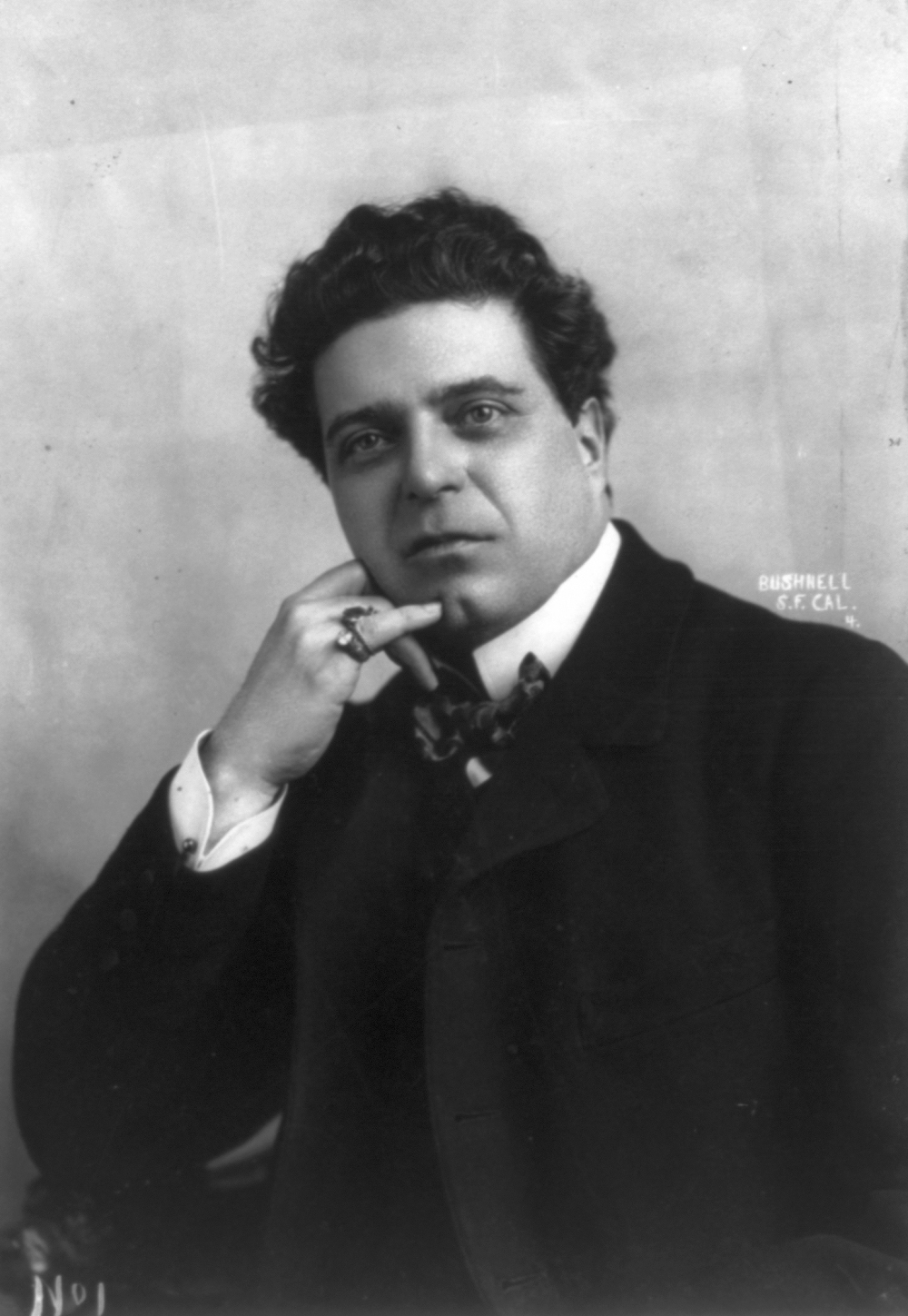
Pietro Mascagni

Isabeau är en italiensk opera (leggenda drammatica) i tre akter med musik av Pietro Mascagni och libretto av Luigi Illica.

## Historia
Illica byggde librettot på den medeltida sagan om lady Godiva som han kände genom Tennysons ballad. Från början hade han räknat med att Puccini skulle skriva musiken, men förhandlingarna gav inget resultat, och i stället överläts librettot på Mascagni, som hade visat stort intresse. Han påbörjade arbetet 1908 och var förvissad om att han med Isabeau skulle överträffa både Debussy och Richard Strauss. Arbetet pågick i två år och premiären den 2 juni 1911 på Teatro Coliseo i Buenos Aires blev en stormande succé. I längden kunde operan dock inte stå sig mot vare sig Debussys eller Strauss verk. Operan var populär ända fram till 1940-talet tack vare tenoren Bernardo De Muro som framförde rollen som Folco fram till sin avskedsföreställning 1938.

## Personer
- Kung Raimondo (baryton)
- Isabeau, hans dotter (sopran)

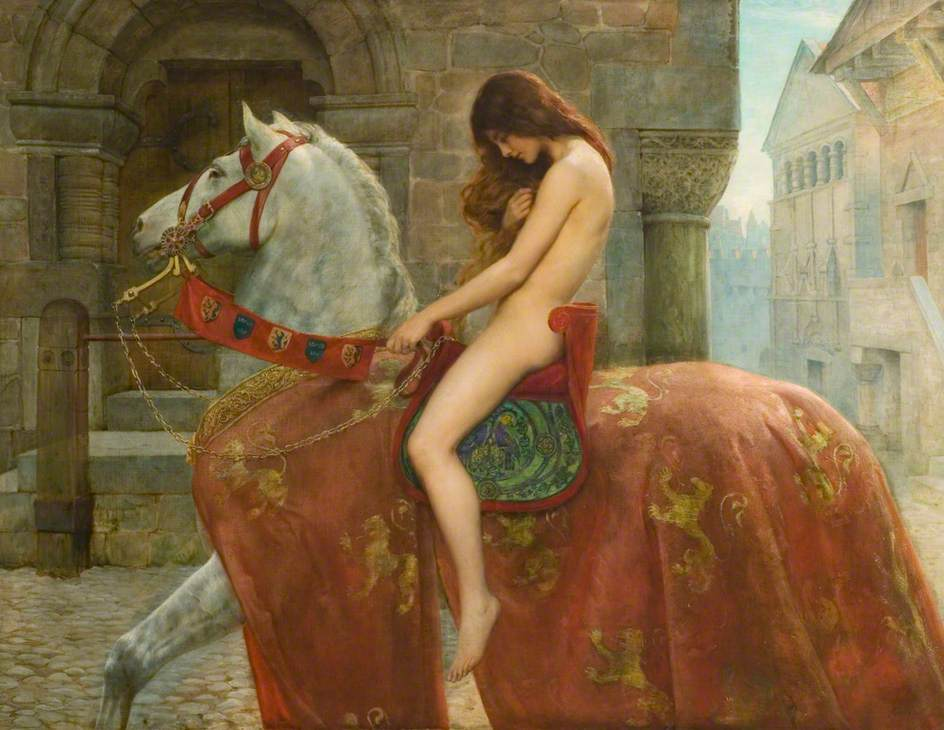
Lady Godiva målad av John Collier 1898.

- Cornelius, kungens minister (baryton)
- Folco, en falkenerare (tenor)
- Ermyntrude (sopran)
- Ermyngarde (sopran)
- Giglietta (sopran)
- Il cavalier Faidit (baryton)
- l'araldo maggiore (baryton)

## Handling

### Akt I

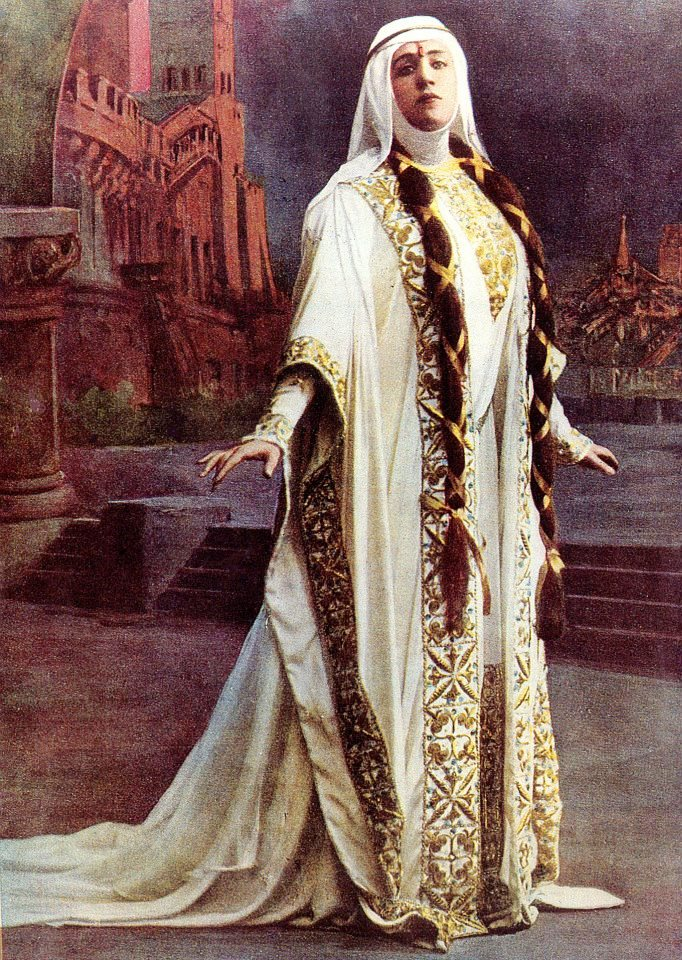
Sopranen Maria Farneti som Isabeau vid premiären 1911.

Kung Raimondos söner har stupat i kriget och därför vill ha nu gifta bort sin dotter Isabeau för att få en arvinge. Under ett "kärlekstornerspel" skall hon välja den som med sin blick vinner hennes hjärta, och Cornelius råder kungen att insistera på att Isabeau väljer en av friarna. Under förberedelserna till tornerspelet av detta ovanliga slag kommer den gamla Giglietta till hovet med sin dotterson Folco som hon vill att kungen skall ta i sin tjänst. Folco blir betagen av Isabeau och ger henne en falk, och hon anställer honom genast. Tornerspelet äger rum men Isabeau avvisar alla friarna. Den ende hon visar intresse för är den sist anlände unge mannen som visar sig vara kungens landsförvisade brorson Ethel. Han försvarar henne då de försmådda friarna tränger sig på. Folket vill att de båda ungdomarna skall gifta sig men Cornelius framhåller det politiskt okloka i förbindelsen. Som straff för att Isabeau inte har valt någon äkta man dömer Raimondo henne till att vid middagstid rida naken genom staden på sin vita häst.

### Akt II
Folket tycker synd om Isabeau och uppmanar alla att hålla sig inomhus med stängda fönsterluckor så att ingen blir vittne till hennes skam. Om ändå någon trotsar förbudet skall han få ögonen utstuckna efteråt. Folco klättrar upp på en mus och strör blommor över Isabeau då hon rider förbi. Han grips, men Cornelius och några andra vid hovet räddar honom från att bli lycnchad.

### Akt III
På kvällen är Isabeaus tankar hos den vackre unge falkeneraren, och när hans mormor kommer och ber om nåd för honom lovar Isabeau att hjälpa till. Hon låter hämta Folco och klargör för honom hur illa han har handlat, men han säger att det enbart var avsett som en hyllning till hennes skönhet. Hon förstår då att hon älskar honom och vill inte tillåta att får ögonen utstuckna. Cornelius har emellertid avlyssnat deras samtal, och medan Isabeau går till kungen för att underrätta honom om att hon har valt sin äkta man kastar han ut Folco till den upprörda pöbeln, som lynchar honom. Då Isabeau kommer tillbaka och får veta vilket öde hennes älskade har mött följer hon honom i döden.